# Pleurothallis subtilis
Pleurothallis subtilis är en orkidéart som beskrevs av Charles Schweinfurth. Pleurothallis subtilis ingår i släktet Pleurothallis och familjen orkidéer. Inga underarter finns listade i Catalogue of Life.